# Martí Ivarra
Martí Ivarra (Viguera, Castella, ? — Barcelona, 1557, o posterior), establert i arrelat a Catalunya des dels volts de 1507, fou un professor de gramàtica llatina a l'estudi general de Barcelona, preceptor particular de fills de juristes i de metges, mestre de grec i autor d'una considerable obra literària i poètica en llatí, i difusor dels mètodes de Nebrija.
En les seves obres s'autoqualifica de càntabre, si bé sembla determinat que seria nat a la Rioja, al municipi de Viguera.
Com indica Mariàngela Vilallonga, la poesia d'Ivarra esdevé un dels conjunts més importants de la península Ibèrica. Ivarra va veure publicades la totalitat de les seves obres, la majoria a Barcelona, on tingué estreta relació amb l'aristocràcia barcelonina i amb el petit cercle erasmista local. Ja l'any 1511 Ivarra va publicar Orationes 15 quae crustula inscribuntur et ad reges epigrammata et sapphica ad Marquetum, és a dir discursos i disputes en llatí, un conjunt d'epigrames i una oda sàfica dedicada a un membre de la família Marquet, de la qual era preceptor. L'any 1512 comentà i edità el De puerorum moribus disticha del poeta italià Michele Verino on hi va incloure un Epigrammaton libellus amb una trentena de composicions poètiques seves. L'any 1514 va publicar novament a Barcelona un llarg poema Ignigi Mendozae et Isabelae Aragoniae Epithalamion. S'hi han d'afegir un parell d'obres més: Ad illustrissimi Infantis Enrici Psitacum Caii et Marcelli Iuarrae Cantabrici Barcinonum Centuria praetextatorum (1514) i Caroleidos de 1519, a més d'uns quants poemes preliminars.
Ivarra és el primer poeta hispànic que escriu una silva, De ferrando leone, que forma part de l'Epigrammaton libellus i segueix el model d'una silva d'Estaci titulada Leo mansuetus. Però la silva d'Ivarra, de 131 versos, explica un fet històric pintoresc sobre un lleó, de nom Ferran, que vivia en un pati al peu de la muralla i era l'admiració dels ciutadans de Barcelona. Un dia, però, el lleó es va escapar, va matar el seu guardià i va morir crivellat de fletxes, després de pronunciar un discurs filosòfic i dictar el seu propi epitafi.
A part de la seva producció poètica, escriví un De prosodia, un tractat gramatical sobre l'accentuació, i edità i comentà també les Introductiones latinae de Nebrija l'any 1516. En l'edició de 1534 de la Història i conquestes de Pere Tomic hi ha un interessant pròleg seu, en català, dedicat a Galceran de Cardona.
Segons ha estudiat Joan Salvadó, en el De prosodia Martí Ivarra exposa la seva idea sobre la poètica a través de Quintilià i de les teories platòniques sobre la inspiració poètica dels diàlegs Ió i Fedre. Sembla que la teoria d'Ivarra s'acosta a les tesis defensades per Coluccio Salutati i pel neoplatonisme florentí de l'escola de Marsilio Ficino. Una novetat en la història de l'humanisme català, més influenciat per l'humanisme napolità primer i per l'humanisme romà després.